# 李兴中
李兴中（1890年—1962年7月），字时甫，直隶宁河（今属天津）人，男，中国军事人物、政治人物，曾任河北省政协副主席，民革河北省委主任委员。